# 全身小説家
『全身小説家』（ぜんしんしょうせつか）は、原一男監督による1994年の日本のドキュメンタリー・ドラマ映画である。晩年の井上光晴に取材している。第7回東京国際映画祭の「アジア秀作映画週間」部門にて上映された。

## 内容
井上光晴の晩年の５年間を追ったドキュメンタリーで、井上が作った「文学伝習所」での講義や講演が描かれている。「全身小説家」とは埴谷雄高が井上を評した言葉で、「存在そのものが小説家、骨の髄まで小説家」の意味とのこと。その井上が89年にがんの告知を受ける。生前の井上ががんと闘いながら講演と創作に励む姿が描かれ、死後、彼の経歴を調べ直した結果、今まで彼が述べてきた経歴や生い立ち、初恋の人のことなど全て虚構だったことが明かされる。
そもそも私小説を否定する立場にあったし、「小説に書いたこと＝実話」とは解さないまでも、自分の経歴まで詐称し、それを死ぬまで貫いたということは、まさに「全身小説家」といえるだろう。
井上の娘である作家、井上荒野の小説「あちらにいる鬼」（2019年刊行）には、井上ら家族に密着する撮影の場面が描かれている。

## キャスト
- 井上光晴
- 井上郁子
- 埴谷雄高
- 瀬戸内寂聴
- 野間宏
- 金久美子 - 母・たか子
- 山本与志恵 - 祖母・サカ
- 磯春陽 - 崔鶴代
- 窪田匡亨 - 光晴（少年時代）
- 杉山裕哉 - 光晴（幼年時代）
- 大矢玲美衣
- 金泳三
- 趙裕美
- 河玉蓮
- 李淑子

## 受賞
- 第4回日本映画批評家大賞 - 作品賞[3]
- 第19回報知映画賞 - 作品賞[4]
- 第49回毎日映画コンクール - 日本映画大賞[5]
- 第18回日本アカデミー賞 - 特別賞[6]
- 第14回藤本賞 - 藤本賞・特別賞（小林佐智子）[7]
- 第68回キネマ旬報ベスト・テン
  - 日本映画監督賞[8]
  - 日本映画 第1位[8]

## 関連文献
- 原一男『全身小説家 もうひとつの井上光晴像 製作ノート・採録シナリオ』キネマ旬報社、1994年。ISBN 9784873761053。